# Melville Ruick
 Melville Ruick  (8 de julio de 1898 - 24 de diciembre de 1972) fue un actor estadounidense.

## Biografía
Nacido en Boise, Idaho, estudió derecho en la Universidad de California, pero en la Primera Guerra Mundial tuvo que dejar los estudios para hacerse piloto, sirviendo en el Servicio Aéreo.
En los difíciles años de la Gran Depresión, Ruick se ganó la vida como líder de banda y como actor en un grupo teatral. En esa época, mientras dirigía un grupo de baile en Los Ángeles, le llegó una oferta de la CBS para trabajar en la radio como locutor. Posteriormente superó una prueba para trabajar en el show de la CBS Lux Radio Theater, programa en el que permaneció seis años.
Durante la Segunda Guerra Mundial, Ruick volvió a ponerse el uniforme, esta vez como capitán de las Fuerzas Aéreas del Ejército de los Estados Unidos, destinado en la Unidad de Producción de Radio como productor y  director. Tras la guerra, Ruick volvió al mundo del espectáculo, haciendo una gira con Leo Carrillo representando la obra The Bad Man.  Mientras intentaba abrirse paso en Broadway, Ruick recibió una oferta para dirigir el show radiofónico de Paul Whiteman para la Guardia Nacional de los Estados Unidos. 
Finalmente le llegó la oportunidad de trabajar en la televisión.  Ruick fue el Dr. Barton Crane en la serie de la CBS City Hospital, en 1951. Ruick también fue artista invitado de numerosos programas de la década de 1960, tales como El fugitivo, The Wild Wild West y Los Invasores.
Estuvo casado con la actriz Lurene Tuttle, con la que tuvo una hija, la también actriz Barbara Ruick, la cual se casó con el compositor cinematográfico John Williams.
Melville Ruick falleció en 1972 en Los Ángeles, California. 